# Parc naturel Obô de São Tomé
Pour les articles homonymes, voir Parc naturel Obô.
Le parc naturel Obô de São Tomé (PNOST) a été créé en 2006 sur l'île de Sao Tomé, en même temps que le parc naturel Obô de Principe sur l'île de Principe. Ces deux espaces de Sao Tomé-et-Principe visent une reconnaissance internationale à travers un statut de parc national, mais en 2019 l'UICN ne leur avait pas encore assigné de catégorie.

## Qu'est-ce que l'obô?
« Obô » désigne les épaisses forêts réputées primaires de São Tomé. C'est en quelque sorte une « jungle » que les Portugais, dès leur arrivée au XVe siècle, cherchèrent à dompter en la défrichant pour cultiver d'abord la canne à sucre, puis le café et le cacao, au sein de plantations nommées « roças » – du verbe roçar qui signifie « débroussailler ». Le XXe siècle marque un tournant, avec l'indépendance et la crise. L'activité se réduit et le patrimoine architectural est à l'abandon. L'obó reste en marge de la vie économique et sociale du pays, mais l'écotourisme nourrit quelques espoirs.

## Histoire
En 1999, une loi sur la Conservation de la faune, de la flore et des aires protégées avait déjà classé Obô comme « parc naturel ». Le texte de 2006 le crée officiellement et en précise les contours et le statut.

## Territoire
Le PNOST recouvre un peu moins du tiers de la superficie de l'île et s'étend sur trois zones discontinues, réparties sur 4 des 6 districts de l'île (Caué, Lembá, Lobata et Mé-Zóchi) :
- la plus étendue, au centre-ouest du pays, un massif montagneux qui inclut le Pico de São Tomé – point culminant de l'île – et le Pico Cão Grande.
- la zone de Praia das Conchas et de Lagoa Azul au nord,
- la zone de la mangrove du Malanza au sud[6].

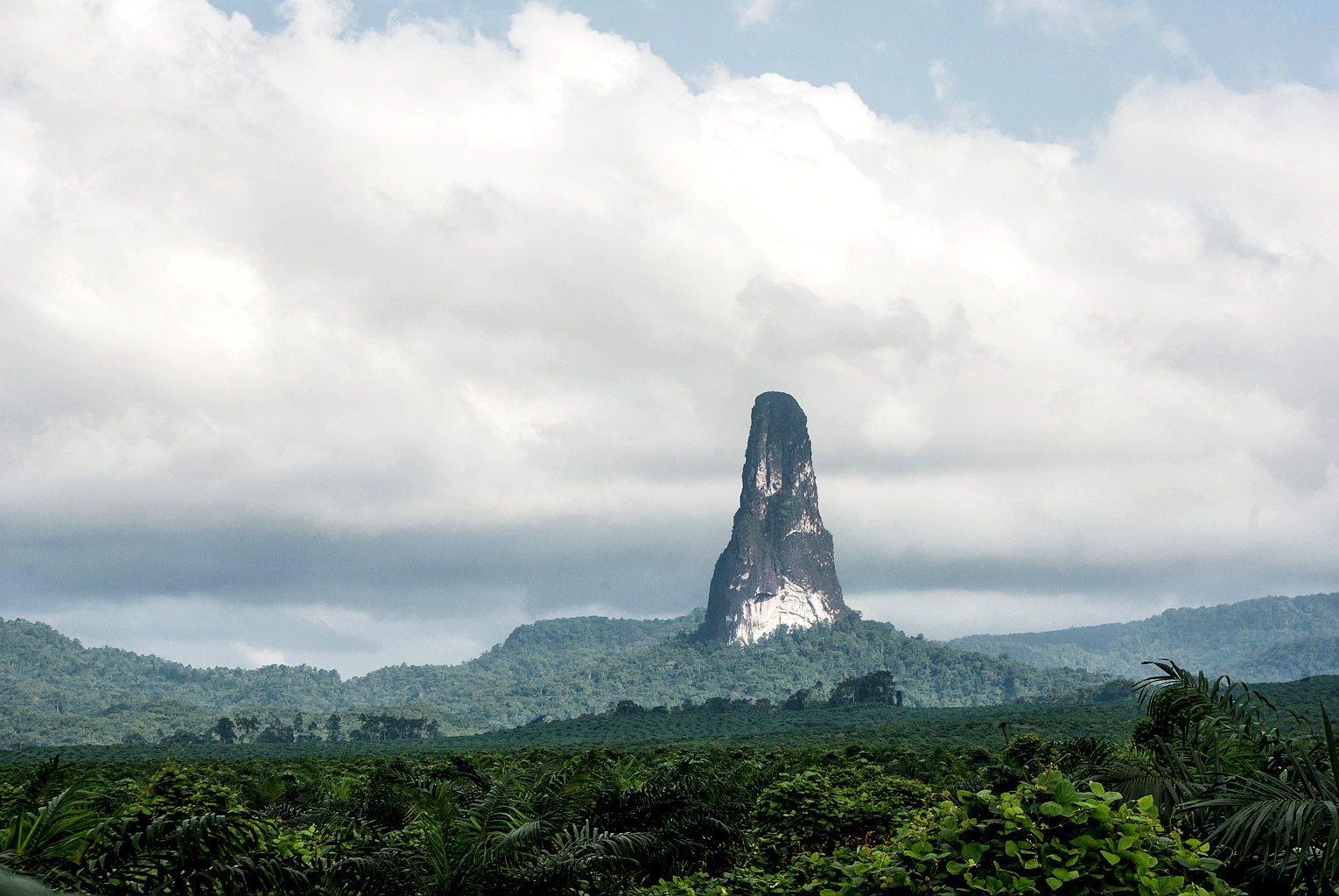
Pico Cão Grande.
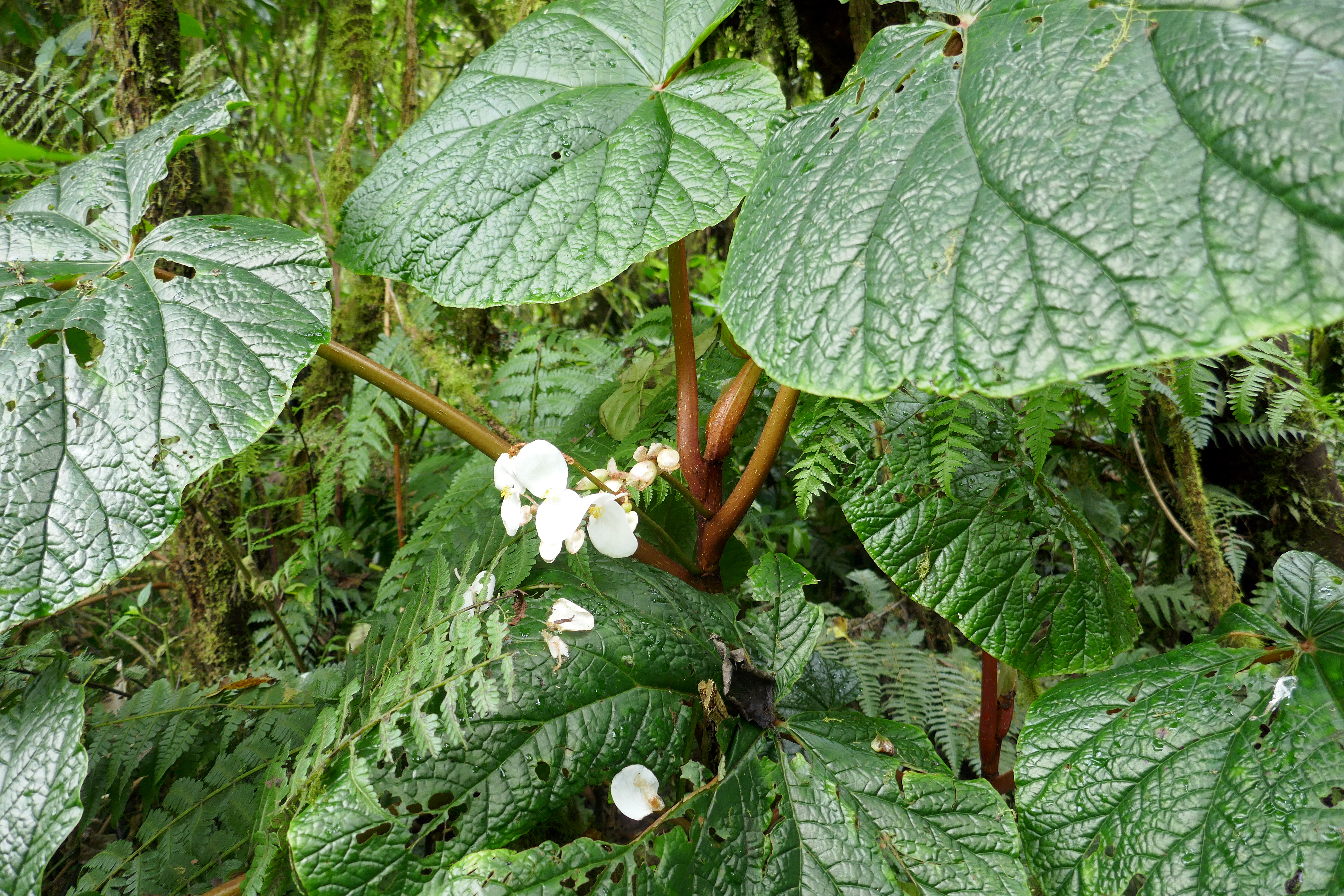
Begonia baccata à Lagoa Amélia.
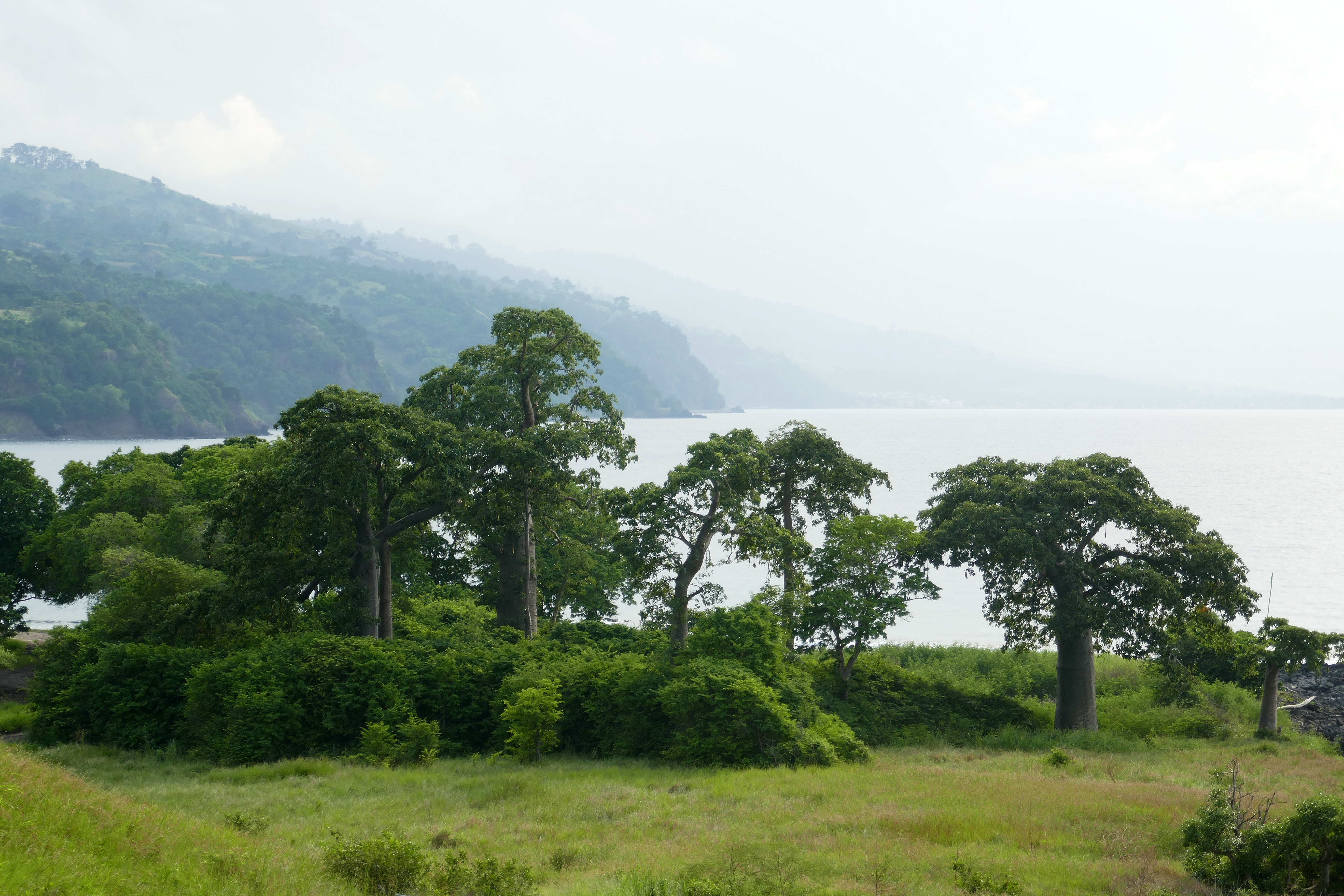
Baobabs à Lagoa Azul.
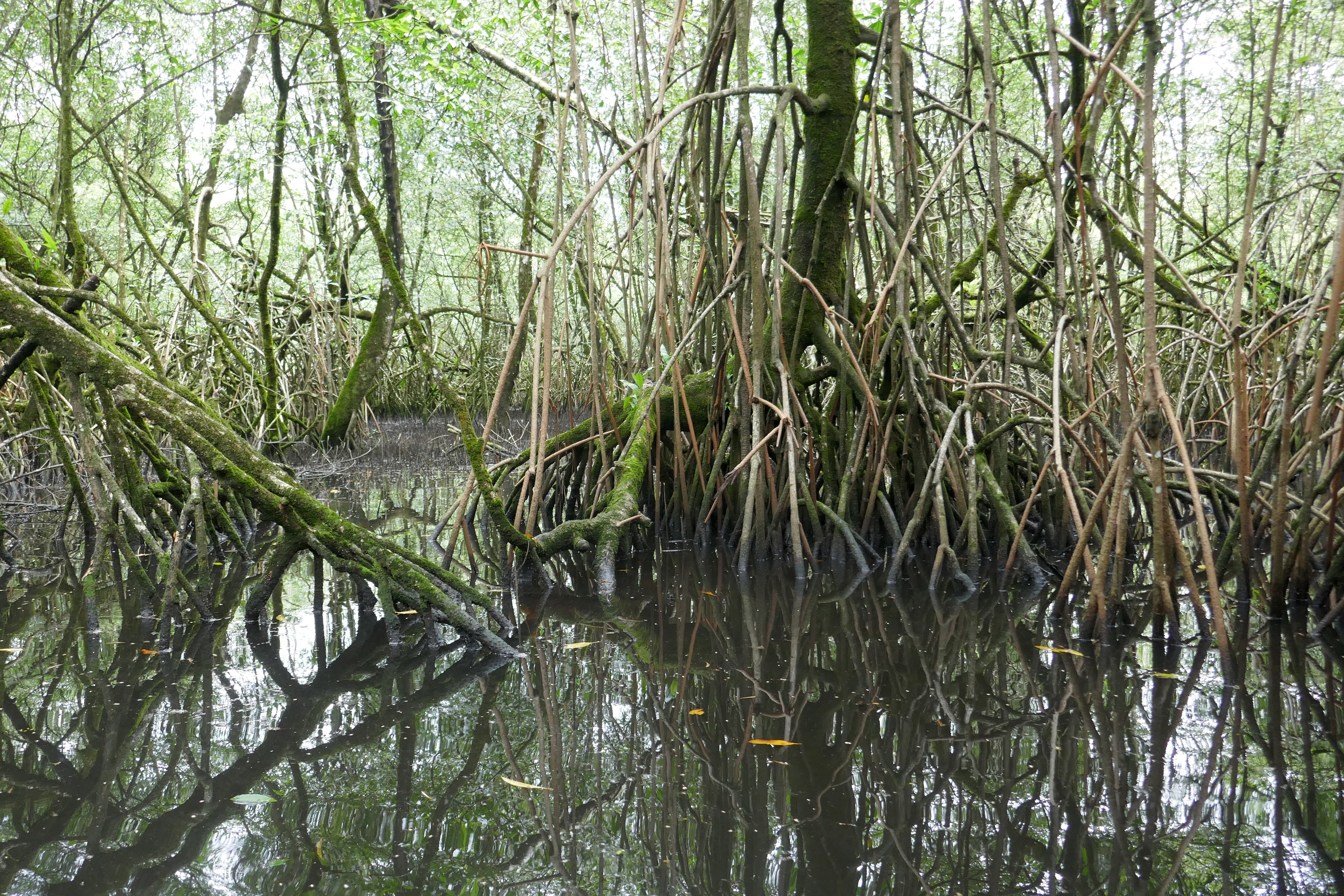
Mangrove du Malanza.

## Flore
108 espèces végétales ont été dénombrées dans le parc, dont 31 figurent sur la liste rouge de l'UICN.

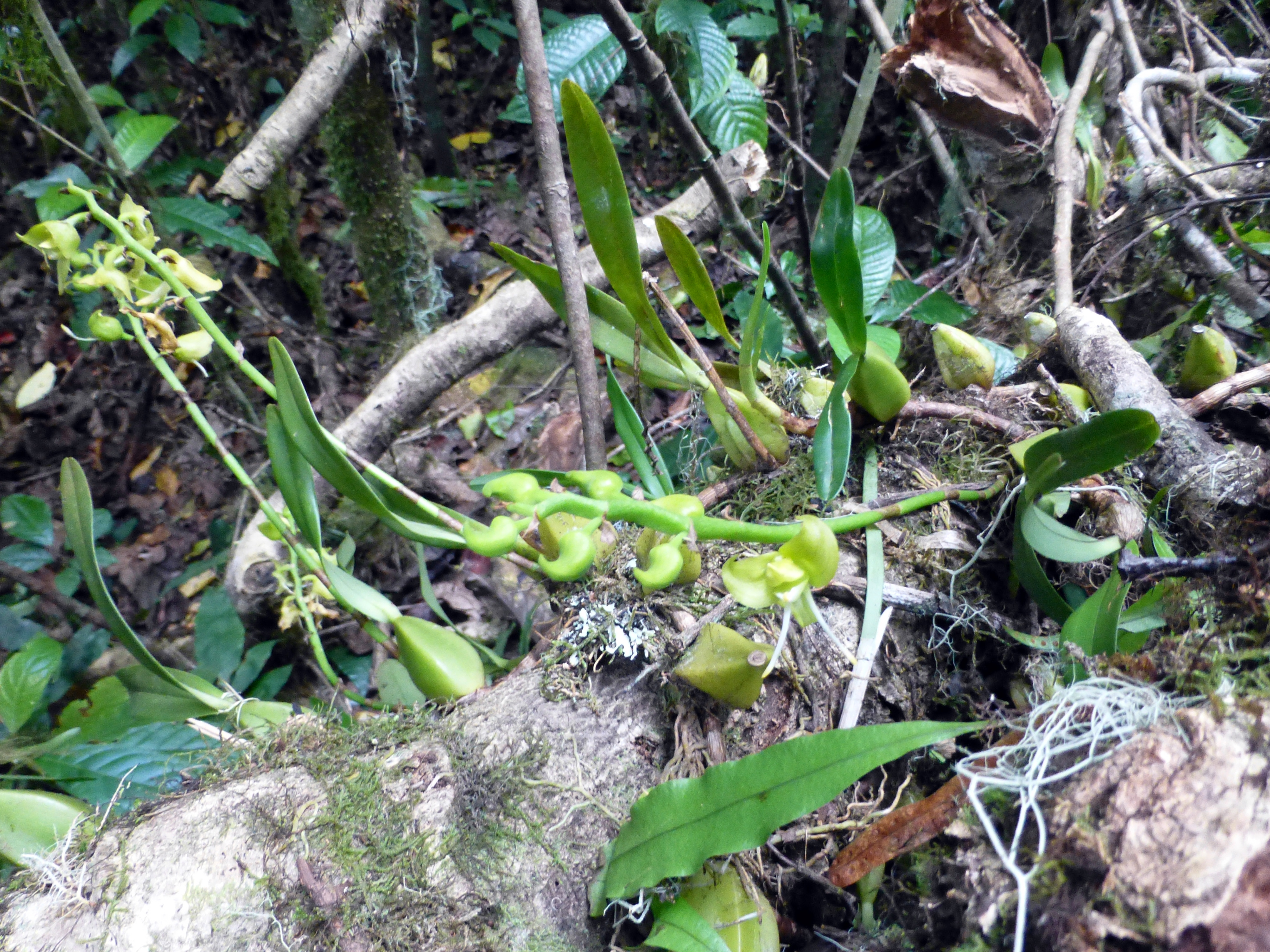
Bulbophyllum lizae, orchidée endémique.
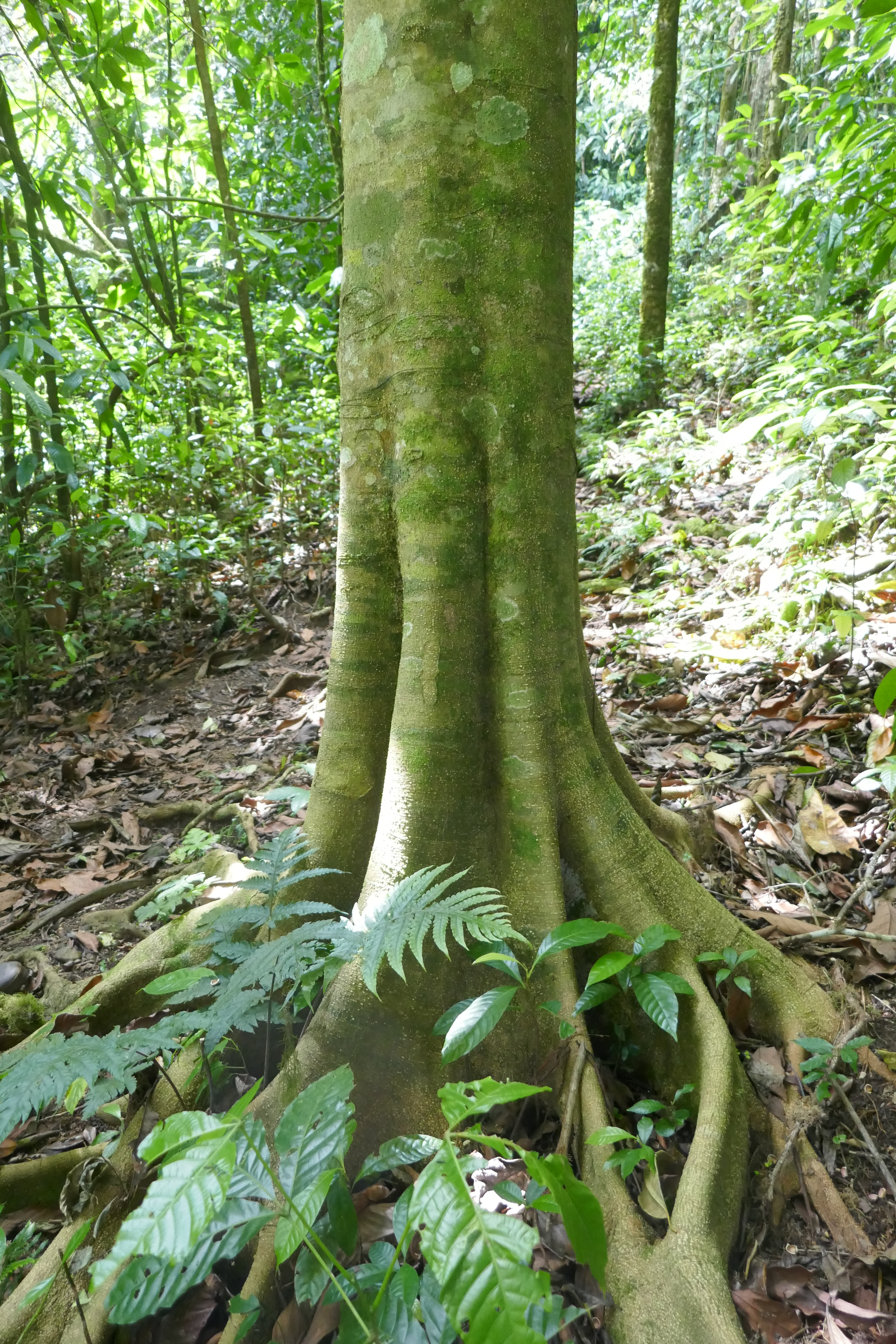
Ceiba pentandra, le fromager.
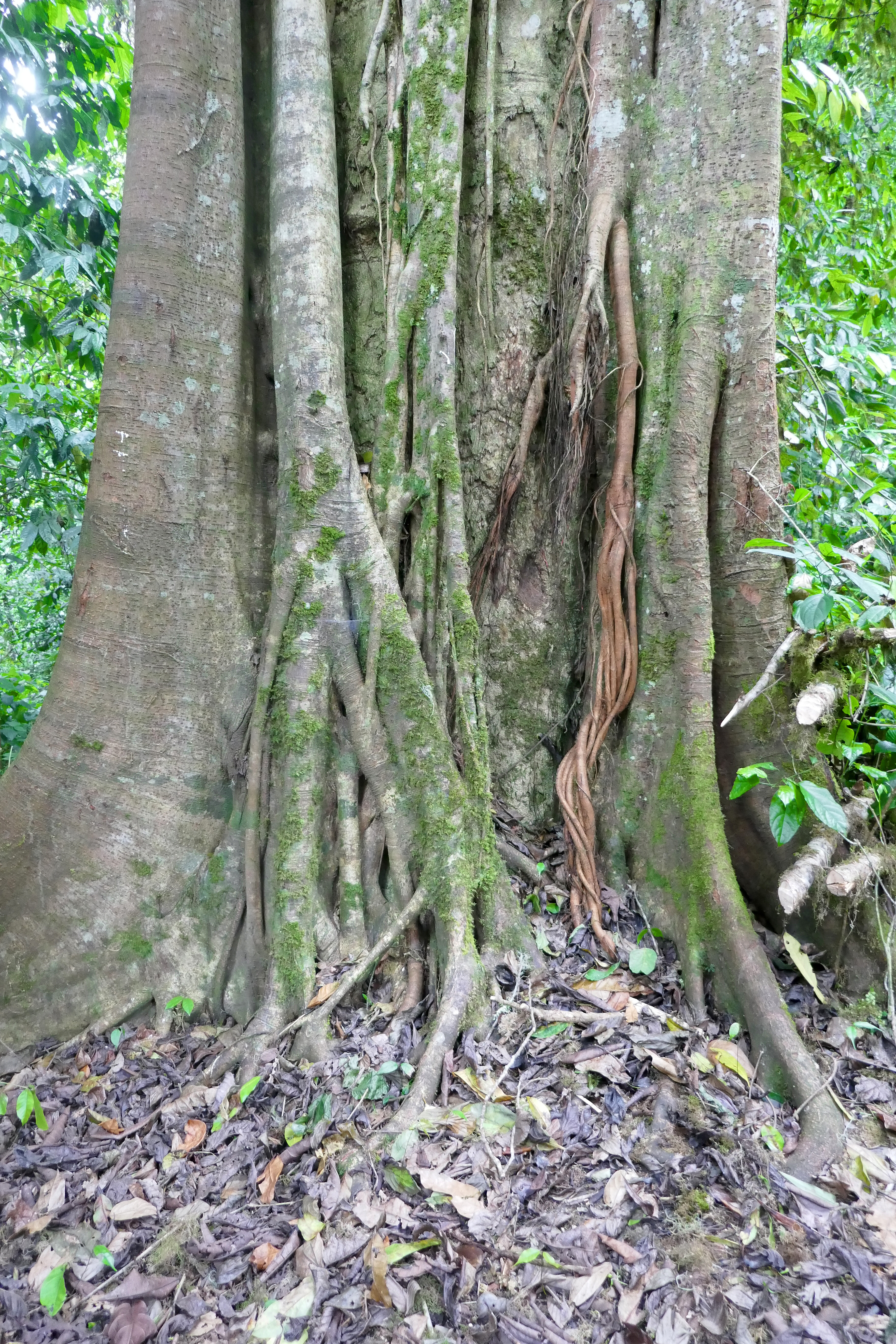
Ficus aurea, le figuier étrangleur.
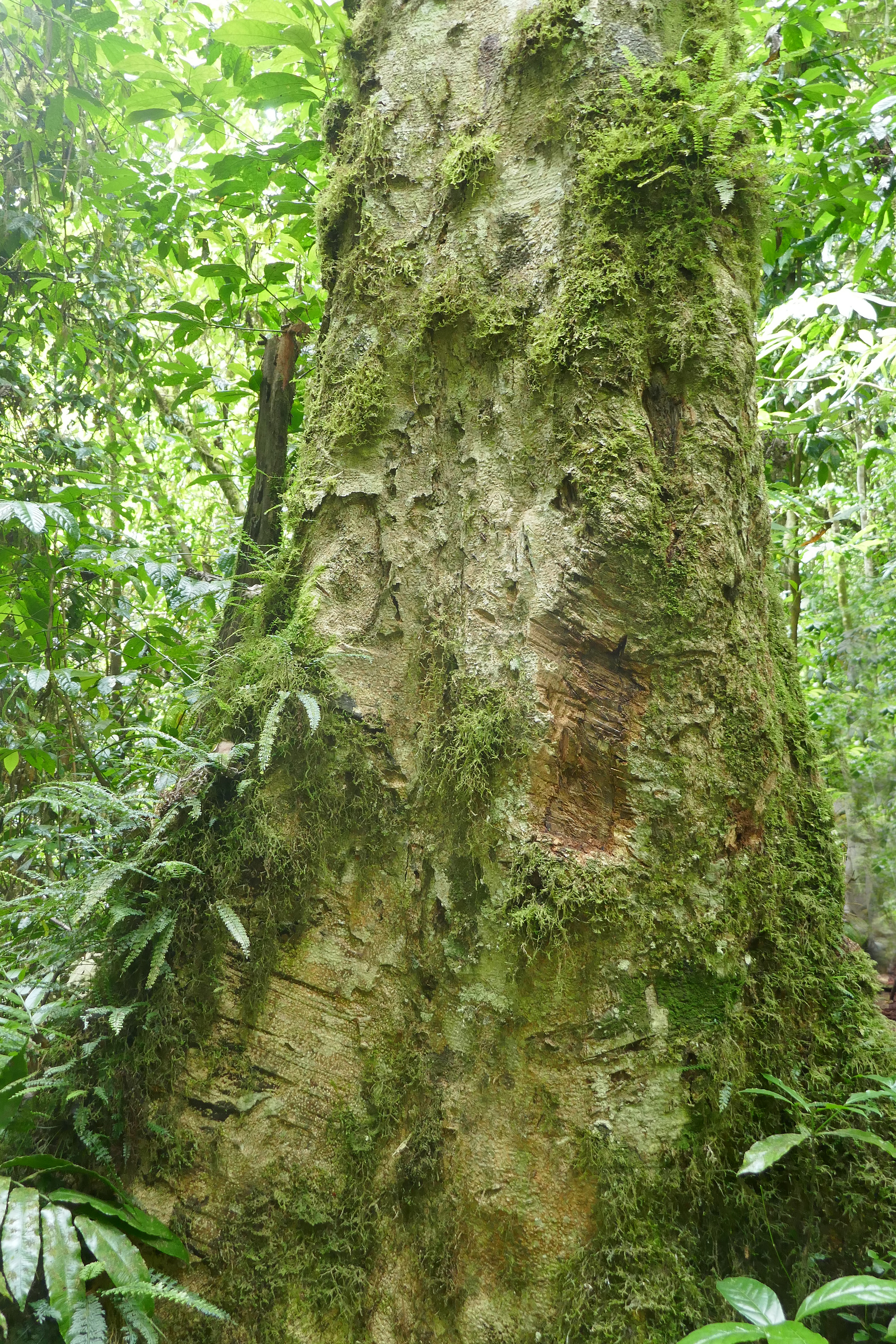
Homalium henriquesii.
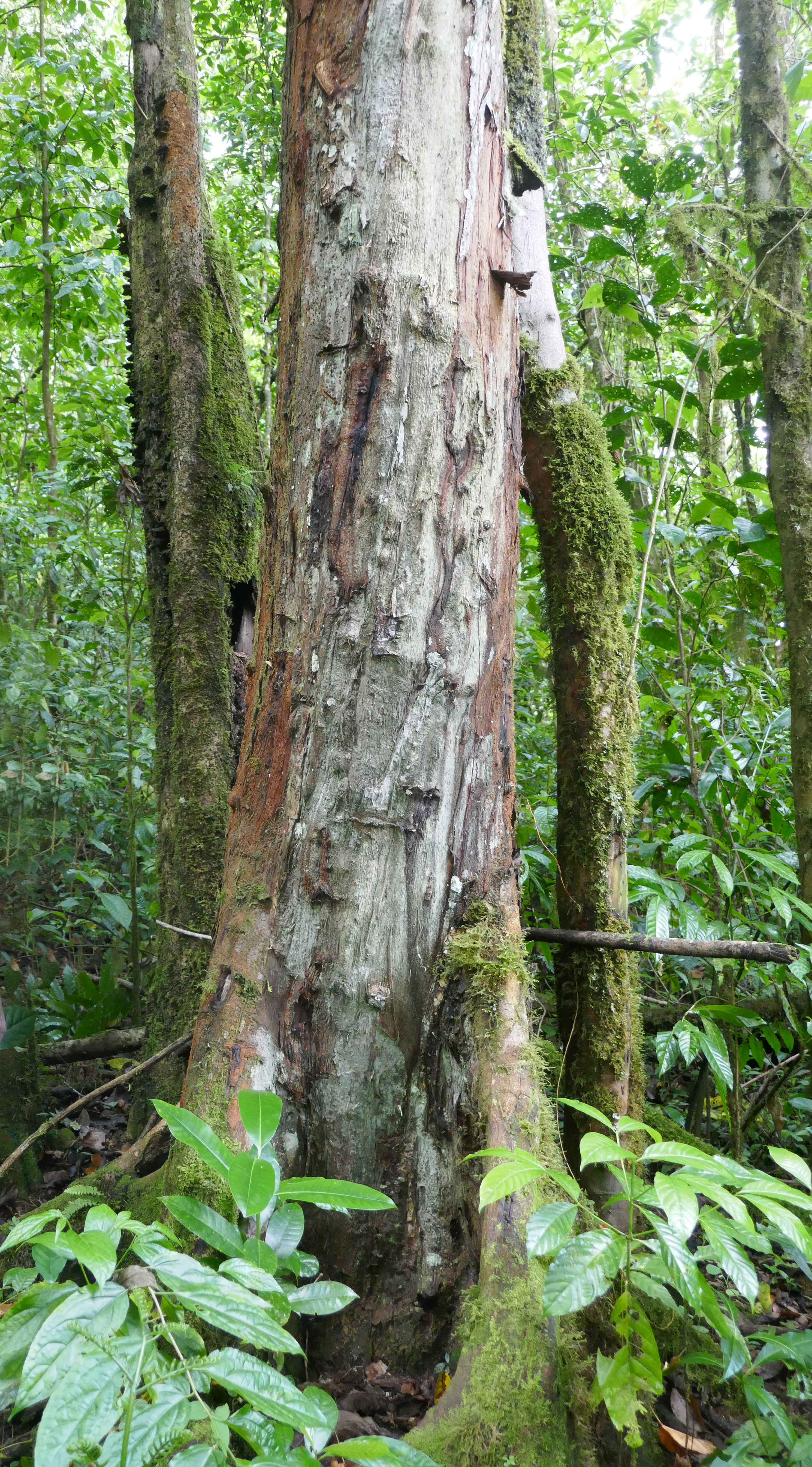
Prunus africana.

## Faune
On a recensé 4 espèces de mammifères, 20 espèces et 8 sous-espèces d'oiseaux, 6 espèces et 1 sous-espèce de reptiles, 5 espèces d'amphibiens, des dizaines, voire des centaines d'espèces d'invertébrés.